# 안드로이드 10
안드로이드 10 또는 안드로이드 Q(Android 10, Android Q)은 10번째 주요 릴리스이며 안드로이드 모바일 운영 체제의 17번째 버전이다. 2019년 9월 3일에 정식 출시되었다.

## 역사

안드로이드 10 로고 (개발자 프리뷰 당시)

2019년 3월 13일 구글은 안드로이드 10의 첫 베타 버전을 안드로이드 Q라는 예비 이름으로 출시하였다. 2018년 10월까지 업데이트가 보장된 1세대 픽셀 및 픽셀 XL 장치는 안드로이드 10 버전 업데이트를 받았다. 픽셀 2와 픽셀 2 XL은 구글 스토어에서 처음 출시되었을 때부터 최소 3년 동안 안드로이드 버전 업데이트를 보장하는 연장된 보증 기간을 부여받은 후 포함되었다. 최종 릴리스 이전에 총 6개의 베타 버전 또는 릴리스 후보 버전이 출시되었다.
베타 프로그램은 2019년 5월 7일 베타 3의 출시와 함께 확장되었으며 11개 OEM의 14개 파트너 장치에서 사용할 수 있게 되었다. 베타 액세스는 2019년 5월 21일 미국 정부의 제재로 인해 화웨이 메이트 20 프로에서 제거되었다가 5월 31일 복원되었다.
구글은 2019년 6월 5일 최종 안드로이드 Q API와 SDK를 포함한 베타 4를 출시하였다. 동적 시스템 업데이트(DSU)도 베타 4에 포함되어 있다. Dynamic System Update를 사용하면 Android Q 기기가 일시적으로 GSI(Generic System Image)를 설치하여 최신 버전의 Android를 현재 Android 버전 위에 설치할 수 있다. 일단 사용자가 선택된 GSI 이미지 테스트를 끝내기로 결정하면, 그들은 간단히 그들의 기기를 재부팅하고 그들의 일반 기기의 안드로이드 버전으로 재부팅할 수 있다.
구글은 2019년 7월 10일 최종 API 29 SDK와 최신 최적화 및 버그 수정을 포함한 베타 5를 출시하였다. 구글은 2019년 8월 7일 베타 6를 출시하였다.
2019년 8월 22일, 안드로이드 Q는 코드네임 없이 안드로이드 10으로 브랜드화 될 것이라고 발표되었다. 구글은 디저트를 기반으로 한 주요 출시 타이틀을 부여하는 관행을 종료하였는데, 이는 (앞서 언급한 음식이 국제적으로 알려지지 않았거나 일부 언어로 발음하기 어렵기 때문이다.) 안드로이드 엔지니어링 부사장인 데이브 버크는 팟캐스트에서 Q로 시작하는 대부분의 디저트는 이국적이었으며 개인적으로 퀸 케이크를 선택했을 것이라고 밝혔다. 그는 또한 내부 파일과 릴리스와 관련된 빌드 시스템 내에 모과 타르트(quince tart)의 약자인 "qt"에 대한 언급이 있다고 언급했다.
출시 예정인 동상도 숫자 10이며, 숫자 0 안에 안드로이드 로봇 로고(또한 머리로만 구성됨)가 있다.

## 기능

### 움직임
안드로이드 10에는 디스플레이의 양쪽 가장자리에서 스와이프하여 뒤로 이동, 위로 스와이프하여 홈화면으로 이동, 개요에 액세스하기 위해 스와이프하고 하단 모서리에서 대각선으로 스와이프하는 등의 제스처가 포함된 개선된 전체 화면 제스처 시스템이 도입되었다. 구글 어시스턴트를 활성화하고 화면 하단의 제스처 표시선을 따라 스와이프하여 앱을 전환한다. "뒤로"명령으로 엣지 스와이프 제스처를 사용하면 사이드 바 메뉴를 사용하는 앱과 스와이프하여 액세스할 수 있는 기타 기능과 충돌이 발생할 수 있다. 앱은 API를 사용하여 화면의 특정 영역 내에서 뒤로 제스처를 처리하지 않도록 선택할 수 있으며, 제스처를 활성화하기 위해 대상 영역의 크기를 조정하기 위해 감도 제어가 추가되었으며 구글은 나중에 서랍 위젯이 지원할 것이라고 언급했다. 화면 가장자리 근처를 길게 눌러 "탐색"한 다음 열었다. 안드로이드 "허니콤"이후로 사용된 기존의 3키 내비게이션 시스템은 옵션으로 지원된다.
구글 인증 요구 사항에 따라 OEM은 안드로이드 10의 기본 제스처 및 3 키 탐색을 지원해야한다. OEM은 그들 자신의 제스처를 자유롭게 추가할 수 있다. 그러나 기본적으로 사용하도록 설정해서는 안되며 다른 탐색 설정보다 한 수준 더 깊은 별도의 영역에 나열되어야하며 알림을 사용하여 승격할 수 없다. 안드로이드 파이에서 사용되는 2키 제스처 내비게이션 시스템은 더 이상 사용되지 않으며 파이에서 업그레이드 된 장치에서는 사용자가 선택할 수 있는 옵션으로만 포함할 수 있다 (단, 지침에서 권장하는 방법).

### 사용자 경험
"버블"이라는 기능을 사용하여 지원되는 앱의 컨텐츠를 팝업 오버레이 (페이스북 메신저의 오버레이 기반 "채팅 헤드"기능과 유사)로 표시할 수 있다. 앱은 알림을 통해 버블을 생성할 수 있다. 이 기능의 사용 사례에는 채팅 및 메시징 응용 프로그램, 미리 알림 및 "실행중인 작업 및 업데이트"가 포함된다. 버블은 기존의 오버레이 권한을 대체하도록 설계되었다. 기존의 오버레이 권한은 보안 (클릭 재킹 악성 프로그램의 사용으로 인해) 및 성능 문제로 인해 더 이상 사용되지 않는다. 사이드로드 된 앱은 30 초 후에 자동으로 오버레이 권한을 잃고, 기기가 재부팅 될 때마다 플레이 스토어의 앱은 오버레이 권한을 잃는다. 안드로이드 10 Go는 오버레이 권한의 사용을 완전히 금지한다.
안드로이드 10에는 시스템 수준 다크 모드가 포함되어 있다. 타사 앱이 활성화되면 자동으로 다크 모드로 전환될 수 있다.
또한 앱은 오버레이 패널을 통해 특정 설정 (예 : 인터넷이 필요한 경우 인터넷 연결 및 Wi-Fi 설정 등)에 대한 "설정 패널"을 표시할 수 있다.

### 개인정보 및 보안
안드로이드 10에는 몇 가지 주요 보안 및 개인 정보 변경 사항이 있다. 사용자가 포그라운드에서 적극적으로 사용하는 경우에만 위치 데이터에 액세스할 수 있도록 앱을 제한할 수 있다. 백그라운드 앱에 의한 활동 시작에 대한 새로운 제한 사항도 있다.
구글은 2019년 2월 로우 엔드 기기와 같은 AES (Advanced Encryption Standard)에 대한 하드웨어 가속 지원이 없는 기기에서 사용하도록 설계된 암호화 코드인 Adiantum을 발표했다. 구글은 이 암호가 ARM Cortex-A7 CPU에서 AES-256-XTS보다 5배 빠르다고 말했다. 따라서 CPU가 하드웨어 가속 AES를 지원할 수 없는 경우 Adiantum을 사용하여 사양에 관계없이 모든 안드로이드 10 디바이스에서 디바이스 암호화가 필수이다. 또한 모든 파일에 "파일 기반 암호화"(Android Nougat에 처음 도입된)의 구현도 필수적이다.
안드로이드 10과 함께 제공되는 기기에서는 선택한 시스템 구성 요소 (예 : ANGLE, Conscrypt, 미디어 프레임 워크, 네트워킹 구성 요소 등)에 대한 보안 패치를 전체 시스템 업데이트 ("프로젝트 메인 라인")없이 구글 플레이 스토어를 통해 서비스할 수 있다. 구글 모바일 서비스의 라이센스를 받으려면 제조업체는 특정 모듈에 대해 이러한 업데이트를 지원해야하며 나머지는 "권장"으로 표시되지만 선택 사항이다. 이 시스템에서 선택된 모듈은 새로운 APEX 패키지 형식을 사용하는데, 이는 저수준 시스템 구성 요소를 수용하고 서비스하기 위해 설계된 APK 파일의 변형이다.
"범위 스토리지"로 알려진 스토리지 액세스 권한의 주요 변경 사항은 안드로이드 10에서 지원되며 안드로이드 11로 시작하는 모든 앱에서 필수가 된다. 앱은 자신이 생성 한 외부 스토리지의 파일에만 액세스할 수 있다 (바람직하게는 앱별 디렉토리) 및 음악, 사진 또는 비디오 디렉토리에 포함된 오디오, 이미지 및 비디오 파일. 다른 파일은 Storage Access Framework를 통한 사용자 개입을 통해서만 액세스할 수 있다.
IMEI 번호와 같이 재설정 불가능한 장치 식별자를 읽으려면 앱에 새로운 "권한있는 전화 상태 읽기"권한이 있어야 한다.
또한 안드로이드 10은 기본적으로 TLS 1.3 지원을 활성화했다.

### 플랫폼
모드 변경시 앱 연속성, 다중 창 모드로 변경하여 모든 앱을 동시에 실행할 수 있도록 (현재 사용중인 앱만 실행하는 것이 아니라 다른 모든 애플리케이션이 "일시 중지 된"것으로 간주 됨), 접이식 스마트 폰에 대한 플랫폼 최적화가 이루어졌다. 다중 디스플레이에 대한 추가 지원.
"바로 가기 공유"로 "직접 공유"에 성공했다. 이전과 마찬가지로 공유 메뉴 내에서 사용하기 위해 앱이 공유 할 직접 대상 목록 (예 : 앱과 특정 연락처의 조합)을 반환할 수 있다. Direct Share와 달리 앱은 대상을 미리 게시하고 런타임에 폴링 할 필요가 없으므로 성능이 향상된다.
MIDI 컨트롤러, AV1 비디오 코덱, Opus 오디오 코덱 및 HDR10 +에 대한 기본 지원이 추가되었다. 카메라 사진에서 깊이 정보를 검색하기위한 새로운 표준 API가 있으며,보다 고급 효과에 사용할 수 있다.
안드로이드 10은 WPA3 암호화 프로토콜과 Enhanced Open을 지원하여 Wi-Fi에 대한 기회 암호화를 제공한다. 안드로이드 10은 DSS (Dual-SIM dual-standby)에 대한 지원을 추가하지만 처음에는 Pixel 3a 및 Pixel 3a XL에서만 사용할 수 있다.

### 구글 플레이 시스템 업데이트
안드로이드 10의 신기능이다. 안드로이드 10부터는 일부 보안 업데이트를 구글이 스마트폰에 전송한다.

## 기타
이스터 에그에서는 검은 바탕에 흰 글자로 Android와 10이 표시되어 있다. 10의 1을 돌려 0 안에 맞춰 알파벳 Q(안드로이드 10의 별칭)를 만들었다면 네모네모 로직을 플레이할 수 있다.
이 버전이 탑재(업데이트)된 기기는 대부분 Android Project Treble이 지원된다. 그 이유는 안드로이드는 대부분 메이저 업데이트가 두 번씩 진행되기 때문이다. 예외로 에센셜 폰은 안드로이드 누가(7.x)를 탑재하여 출시되었지만 Android Project Treble을 지원한다.

## 이스터에그
안드로이드 10 로고에서 원 모양인 O 안에 1을 왼쪽으로 45도가량 돌려 맞추면 다음과 같이 Q가 나온다.  이때 배경의 줄무늬가 움직이는데 android 글자를 세 번 정도 누르면 로직 같은 게임이 나온다. 화면 회전 기능을 활성화하고 가로 세로를 돌리면서 맞추면 된다.

## 같이 보기
- 안드로이드 버전 역사